# Macchina aeraulica
Con il termine macchina aeraulica si intende un dispositivo che ha il compito di trasformare l'energia cinetica di un gas in energia meccanica raccolta tramite un albero o viceversa trasformare l'energia meccanica fornita dall'albero in energia cinetica.
A seconda che svolgano la prima o la seconda delle funzioni anzidette, le macchine aerauliche vengono suddivise in:
- macchine aerauliche motrici (ad esempio turbine).
- macchine aerauliche operatrici (ad esempio compressori)

Le macchine aerauliche si differenziano dalle macchine idrauliche per il tipo di fluido trattato: nel caso delle macchine aerauliche viene trattato un gas, mentre nel caso delle macchine idrauliche viene trattato un liquido. Più in generale si parla di turbomacchine, prescindendo dal tipo di fluido trattato.